# Mórágy
Mórágy (németül Maratz) község Tolna vármegyében, a Bonyhádi járásban.

## Fekvése
A Geresdi-dombságban, Bátaszéktől 6 km-re északnyugatra található.

### Megközelítése
Legfontosabb közúti elérési útvonala az 5603-as út, azon érhető el a legközelebbi város, Bátaszék, illetve az M6-os autópálya és az 55-ös főút bátaszéki csomópontja, valamint Bonyhád és a 6-os főút felől is. Központját azonban az 5603-as út elkerüli, oda csak az 56 104-es számú mellékútra letérve lehet eljutni. Határszélét érinti még keleten a Várdombtól Alsónánán át idáig húzódó 5602-es út is.
Vonattal a MÁV 50-es számú Dombóvár–Bátaszék-vasútvonalán két megállóhelyről (Mórágy és Mórágy–Alsónána) is elérhető volt, de 2009. december 19-től a vonat itt több mint egy évtizeden át nem állt meg. 2021. április 11-től viszont Mórágy megállóhelyen újra megállnak a vonatok.

## Története
Az 1990. évi népszámlálás szerint 848 lelket számláló helység csaknem hatezer éves történelmi múltra tekint vissza. A Velencei-hegységen kívül Magyarországon egyedül itt bukkan felszínre a Kárpát-medence különböző mélységeiben húzódó Variszkuszi-hegységrendszer egy gránit tömbje.
A Tűzkő-dombról az időszámításunk előtt 5500-tól 3400-ig tartó Újkőkorszakból kerültek elő az ásatások során pattintott szerszámok és emberi csontvázak, melyek emberi település maradványaira utalnak. A „Mórágyi Vénusz” csontváza a mai napig megtekinthető a szekszárdi Wosinsky Mór Megyei Múzeumban.
Mórágy neve először egy 1267-ből származó írásos dokumentumban merül fel mint „Silva regalis Moorag”, azaz Mórágy királyi erdő.
Az 1526-os mohácsi csata után Mórágy török fennhatóság alá kerül. Az 1720-as években érik el az első Rajna-vidék-Pfalzból és Hessenből jövő német bevándorlók a települést, akik valójában megteremtették a helyi mezőgazdaság alapjait.
A mezőgazdasági munka, a bányászat és kézművesség egészen az 1900-as évek elejéig biztosítottak megélhetést az itt letelepedetteknek, akik a megélhetési források kiapadásával Szlavóniába, Boszniába vagy Európa nyugati fejlődő iparvidékeire vándoroltak. A második kivándorlási hullám 1929-ben kezdődött, majd a kitelepítésekkel együtt egészen 1944-ig tartott. A második világháború és az ún. „málenkij robot” megtizedelte a lakosságot.
Gazdasági mutatók szerint Mórágy a többszörösen hátrányos helyzetű települések sorába tartozik.
A település iskolával, óvodával, állandó orvosi- és gyógyszerellátással, kihelyezett rendőri megbízottal rendelkezik.

## Közélete

### Polgármesterei
- 1990–1994: Garay János (független)[4]
- 1994–1998: Garay János (független)[5]
- 1998–2002: Garay János (független)[6]
- 2002–2006: Garay János (független)[7]
- 2006–2010: Garay János (független)[8]
- 2010–2014: Glöckner Henrik (független)[9]
- 2014–2019: Glöckner Henrik (független)[10]
- 2019–2024: Glöckner Henrik (független)[11]
- 2024– : Glöckner Henrik (független)[1]

## Népesség
A település népességének változása:
| Lakosok száma | 773  | 755  | 736  | 686  | 662  | 658  | 649  |
|               | 2013 | 2014 | 2015 | 2021 | 2022 | 2023 | 2024 |

A 2011-es népszámlálás során a lakosok 86,4%-a magyarnak, 9,6% németnek, 6,3% cigánynak, 0,3% románnak mondta magát (12,9% nem nyilatkozott; a kettős identitások miatt a végösszeg nagyobb lehet 100%-nál). A vallási megoszlás a következő volt: római katolikus 37%, református 13,2%, evangélikus 0,9%, felekezeten kívüli 24,1% (24,1% nem nyilatkozott).
2022-ben a lakosság 88,1%-a vallotta magát magyarnak, 11,6% németnek, 5% cigánynak, 0,5% lengyelnek, 0,3% románnak, 0,2% szerbnek, 2,9% egyéb, nem hazai nemzetiségűnek (11,3% nem nyilatkozott; a kettős identitások miatt a végösszeg nagyobb lehet 100%-nál). Vallásuk szerint 23,4% volt római katolikus, 10% református, 0,5% evangélikus, 0,3% görög katolikus, 0,2% egyéb keresztény, 5,6% egyéb katolikus, 28,4% felekezeten kívüli (31,6% nem válaszolt).

## Nevezetességei
- Helytörténeti Gyűjtemény az egykori hengermalomban
- A település határában található Magyarország egyik legrégibb kőzete, a karbonkorban mintegy 360 millió évvel ezelőtt keletkezett Mórágyi-rög, amely a pre-variszkuszi őshegység felszíni maradványa.
- Mivel a gránitfelszínt az egyik legstabilabb hazai geológiai képződménynek tartották, így a falu határában alakították ki az egységes országos magassági alaphálózat 8 főalappontjából az egyiket, amelynek meghatározó szerepe volt a magyarországi magasságmeghatározásban és földmérésben.[14][15]

## Testvértelepülések
- Bajmok, Szerbia
- Fél, Szlovákia[16]